# Jermaine Samuels
Jermaine Samuels Jr., né le 13 novembre 1998 à Franklin dans le Massachusetts, est un joueur américain de basket-ball évoluant aux postes d'ailier et ailier fort. Il mesure 1,97 m.

## Biographie

### Carrière universitaire
Il évolue pour les Wildcats de Villanova durant cinq saisons.

### Carrière professionnelle

#### Rockets de Houston (2023-2024)
Début août 2023, il signe un contrat two-way en faveur des Rockets de Houston.

## Palmarès et distinctions individuelles
- Champion NCAA (2018)

## Statistiques

### Universitaires
| Saison    | Équipe    | Matchs | Titul. | Min./m | % Tir | % 3pts | % LF | Rbds/m. | Pass/m. | Int/m. | Ctr/m. | Pts/m. |
| --------- | --------- | ------ | ------ | ------ | ----- | ------ | ---- | ------- | ------- | ------ | ------ | ------ |
| 2017-2018 | Villanova | 25     | 0      | 6.1    | .250  | .188   | .625 | 1.2     | .3      | .0     | .1     | 1.1    |
| 2018-2019 | Villanova | 35     | 22     | 22.0   | .448  | .347   | .622 | 5.4     | 1.0     | .4     | .8     | 6.4    |
| 2019-2020 | Villanova | 30     | 30     | 30.3   | .464  | .276   | .727 | 5.5     | 2.0     | .9     | .7     | 10.7   |
| 2020-2021 | Villanova | 25     | 24     | 29.3   | .481  | .371   | .828 | 6.4     | 2.5     | .6     | .3     | 12.0   |
| 2021-2022 | Villanova | 38     | 37     | 29.6   | .472  | .276   | .770 | 6.5     | 1.4     | .8     | .7     | 11.1   |
| Carrière  | Carrière  | 153    | 113    | 24.1   | .461  | .306   | .740 | 5.2     | 1.4     | .6     | .5     | 8.5    |